# Розслідування парламентського комітету Німеччини щодо шпигунського скандалу АНБ
Розслідування шпигунського скандалу АНБ (офіційна назва: 1. Untersuchungsausschuss „NSA“ ) було розпочато парламентським комітетом Німеччини 20 березня 2014 року з метою розслідування масштабів та передумов шпигунства іноземних спецслужб у Німеччині в у світлі розкриття інформації про глобальне спостереження (2013–дотепер) . Комітет також шукає стратегії, як захистити телекомунікації технічними засобами.  

## Члени
Комітет формується з восьми членів німецького парламенту.  Парламентарій від Християнсько-демократичного союзу (ХДС) Клеменс Біннінгер очолював комітет, але пішов у відставку через шість днів. У заяві Біннінгер уточнив, що інші члени комітету наполягали на запрошенні Едварда Сноудена для свідчень; Біннінгер заперечив проти цього і на знак протесту подав у відставку.   Патрік Сенсбург (ХДС) змінив його.
| Члени Комітету   | Члени Комітету     | Члени Комітету |
| Посада           | Ім'                | Партія         |
| ---------------- | ------------------ | -------------- |
| Голова           | Патрік Сенсбург    | ХСД            |
| Заступник голови | Ганс-Ульріх Крюгер | СДП            |
| Member           | Christian Flisek   | СДП            |
| Member           | Родеріх Кізеветтер | ХСД            |
| Member           | Андреа Ліндгольц   | ХСС            |
| Member           | Костянтин фон Ноц  | 90/Зелені      |
| Member           | Мартіна Реннер     | Ліві           |
| Member           | Танкред Шипанський | ХСД            |

| Deputy Members         | Deputy Members | Deputy Members |
| Ім'я                   | Партія         |                |
| ---------------------- | -------------- | -------------- |
| Маріан Вендт           | ХСД            |                |
| Сюзанна Міттаг         | СДП            |                |
| Буркхард Лішка         | СДП            |                |
| Стефан Майєр           | ХСС            |                |
| Тім Остерманн          | ХСД            |                |
| Ганс-Крістіан Штребеле | 90/Зелені      |                |
| Андре Хан              | Ліві           |                |
| Ніна Уоркен            | ХСД            |                |

| Колишні члени     | Колишні члени | Колишні члени |
| Ім'я              | Партія        |               |
| ----------------- | ------------- | ------------- |
| Клеменс Біннінгер | ХСД           |               |

## Свідки

### Дискусія про свідка Сноудена
8 травня 2014 року комітет одноголосно вирішив дозволити американському інформатору Едварду Сноудену давати свідчення в якості свідка. 
23 вересня 2014 року Партія Зелених та Ліва партія подали конституційну скаргу проти Християнсько-демократичного союзу, Соціал-демократичної партії та парламентського комітету з питань АНБ через відмову християнських демократів і соціал-демократів дозволити свідку Едварду Сноудену дати свідчення у справі в Берліні. Обвинувачені запропонували провести відеоконференцію з Москви, але Сноуден відмовився.
28 вересня 2014 року Партія Зелених та Ліва партія подали конституційну скаргу проти канцлера Німеччини Ангели Меркель. Вони заявили, що вона ухиляється від виконання свого обов'язку відповідно до статті 44 Конституції Німеччини щодо забезпечення повноцінного розслідування, зокрема відмовляючи в забезпеченні законних умов для свідчень Едварда Сноудена. 

### Свідчення Бінні та Дрейка
3 липня 2014 року колишній технічний директор АНБ Вільям Бінні, який став інформатором після терактів 11 вересня 2001 року, дав свідчення комітету. Він сказав, що АНБ має тоталітарний підхід, який раніше був відомий лише з диктатур, і що більше не існує такого поняття, як конфіденційність.   Колишній співробітник АНБ Томас Ендрюс Дрейк розповів про тісну співпрацю АНБ з німецькою службою зовнішньої розвідки BND .  

### Невдалі свідчення Грінвальда
Американського журналіста Гленна Грінвальда запросили дати свідчення у вересні 2014 року. 1 серпня 2014 року він повідомив у листі, що готовий підтримати парламентське розслідування щодо шпигунства АНБ у Німеччині. Водночас він висловив розчарування відмовою німецьких політиків дозволити ключовому свідку Едварду Сноудену дати свідчення, вказавши, що це свідчить про бажання уникнути конфлікту зі США, а не прагнення провести справжнє розслідування. Грінвальд зазначив, що не хоче брати участь у «ритуалі», який лише створює видимість розслідування.  

## Операція селекторів Ейконал
Під час операції Eikonal німецькі агенти BND отримали «Списки відбору» від АНБ – пошукові терміни для їх стеження за мережею. Вони містять IP-адреси, номери мобільних телефонів і облікові записи електронної пошти з системою стеження BND, яка містить сотні тисяч і, можливо, більше мільйона таких цілей.  Ці списки були предметом суперечок, оскільки в 2008 році було виявлено, що вони містили деякі терміни, націлені на Європейську аеронавтичну оборонно-космічну компанію (EADS), проект Eurocopter , а також французьку адміністрацію,   яка була вперше помічений співробітниками BND у 2005 році.  Виявилося, що інші селектори націлені на адміністрацію Австрії.  Після викриття, зробленого інформатором Едвардом Сноуденом, BND вирішила розслідувати цю проблему, висновок якого в жовтні 2013 року полягав у тому, що принаймні 2000 із цих селекторів були націлені на інтереси Західної Європи чи навіть Німеччини, що було порушенням Меморандуму про угоду, який США та Німеччина підписала у 2002 році після терактів 11 вересня .  Після того, як у 2014 році з’явилися повідомлення про те, що EADS і Eurocopter були цілями спостереження, Ліва партія та Зелені подали офіційний запит, щоб отримати докази порушень.  
Слідчий парламентський комітет був створений навесні 2014 року. Він переглянув селектори та виявив 40 000 підозрілих параметрів пошуку, у тому числі об’єкти шпигунства в урядах Західної Європи та численних компаніях. Група також підтвердила підозри, що АНБ систематично порушувала інтереси Німеччини, і дійшла висновку, що американці могли здійснювати економічне шпигунство прямо під носом у німців.   Слідчому парламентському комітету не було надано доступу до списку відбірників АНБ, оскільки апеляція опозиційних політиків провалилася у вищому суді Німеччини – натомість правляча коаліція призначила адміністративного суддю Курта Ґрауліха «довіреною особою», яка отримала доступ до перелік і ознайомив слідчу комісію з його змістом після аналізу 40 тис. параметрів.   У своєму майже 300-сторінковому звіті  Грауліх зробив висновок, що європейські урядові установи були масовими нападами, і тому американці порушили договірні угоди. Він також виявив, що німецькі об’єкти, які отримали особливий захист від стеження внутрішніх спецслужб згідно з Основним законом Німеччини (Grundgesetz), включаючи численні підприємства, розташовані в Німеччині, були представлені в списку бажань АНБ у напрочуд великій кількості.  Хоча масштаби відрізняються, також були проблемні внутрішні селектори BND, які використовувалися до кінця 2013 року – приблизно дві третини з 3300 цілей були пов’язані з країнами ЄС і НАТО.    Клаус Ландефельд, член правління асоціації Інтернет-індустрії Eco International, зустрівся з представниками розвідки та законодавцями, щоб представити пропозиції щодо покращення, як-от спрощення системи вибору. 

## Шпигунство за комітетом
4 липня 2014 року громадськості стало відомо, що агент BND Маркус Р. був заарештований 2 липня 2014 року за ймовірне шпигунство. 31-річного німця звинувачують у роботі на ЦРУ .  Після арешту посла США Джона Б. Емерсона викликали на переговори до МЗС Німеччини.     
Було виявлено, що з 2012 року агент BND зберіг 218 секретних документів BND на USB-накопичувачах і продав їх агентам США за 25 000 євро в Зальцбурзі, Австрія. Принаймні три документи стосувалися парламентського комітету АНБ.   Федеральне відомство з охорони конституції прийняло його за російського шпигуна і попросило американських колег допомогти його розкрити. 
9 липня 2014 року був виявлений другий шпигун США, який працював на міністра оборони.  
У липні 2014 року парламентський технік виявив, що за мобільним телефоном Родеріха Кізеветтера, представника Християнсько-демократичного союзу в комітеті, велося стеження. Кізеветтер заявив, що є докази шпигунства за всіма чотирма представниками партії в комітеті. 

## Витік документів
У місяці після травня 2015 року Петер Пільц, член австрійського парламенту від Партії зелених, оприлюднив кілька документів і стенограм, пов’язаних з операцією Eikonal, у якій NSA і BND співпрацювали для підключення транзитних кабелів на об’єкті Deutsche Telekom у Франкфурті. Ці документи були дуже конфіденційними і передані комітету з розслідування операції Ейконал. Тому, ймовірно, хтось із комітету передав ці документи Пільцу. Серед них – списки каналів зв’язку з багатьох європейських країн, у тому числі з більшості сусідів Німеччини.  Петер Пільц також виявив шпигунські об’єкти АНБ в Австрії, і тому хоче створити парламентський комітет з питань шпигунства АНБ у своїй країні. 
1 грудня 2016 року WikiLeaks оприлюднив понад 2400 документів, які, на його думку, належать до розслідування. 

## Дивіться також
- Dropmire
- PRISM (програма спостереження)
- Шпигунство за лідерами ООН дипломатами Сполучених Штатів

## Зовнішні посилання
- Домашня сторінка парламентського слідчого комітету в Німеччині
- Вступ і переклад слухань Комітету англійською мовою, Частина I - Частина II - Частина III
- АНБ у Німеччині: документи Сноудена доступні для завантаження
- Як німецька зовнішня розвідка BND прослуховувала точку обміну Інтернетом DE-CIX у Франкфурті з 2009 року